# اندی برنال
اندی برنال (انگلیسی: Andy Bernal؛ زادهٔ ۱۶ مهٔ ۱۹۶۶) بازیکن فوتبال اهل استرالیا است که در پست مدافع بازی می‌کرد و بعداً دستیار شخصی دیوید بکهام شد. 

وی همچنین در تیم ملی فوتبال استرالیا بازی کرده‌است.